# Liga das Nações de Voleibol Masculino de 2024
A Liga das Nações de Voleibol Masculino de 2024 foi a sexta edição deste torneio anual organizado pela Federação Internacional de Voleibol (FIVB). O torneio ocorreu de 21 de maio a 30 de junho.
Atual campeã, a Polônia não conseguiu defender o título ao ser superada pela França na semifinal. Os donos da casa ficaram com o bronze pela terceira vez na história, vencendo a Eslovênia na disputa. Em mais uma final inédita na competição, a França superou o Japão na final por 3–1, conquistando o segundo título da Liga das Nações.
Com a eliminação nas quartas de final para os poloneses, o Brasil fez sua pior campanha em competições da FIVB desde 1977, quando ficou de fora dos seis primeiros lugares na Copa do Mundo. Nessa mesma competição havia sido a última vez que os japoneses disputaram uma final de nível mundial.

## Participantes
Segue-se o quadro com as dezesseis seleções qualificadas para a Liga das Nações de 2024.
Devido a ampliação do torneio, anunciada em 13 de fevereiro de 2024, não houve rebaixamento para a Challenger Cup, competição que deixará de ser disputada a partir de 2025.
| Qualificação         | Qualificados   |
| -------------------- | -------------- |
| Equipes obrigatórias | Alemanha       |
| Equipes obrigatórias | Argentina      |
| Equipes obrigatórias | Brasil         |
| Equipes obrigatórias | Estados Unidos |
| Equipes obrigatórias | França         |
| Equipes obrigatórias | Irã            |
| Equipes obrigatórias | Itália         |
| Equipes obrigatórias | Japão          |
| Equipes obrigatórias | Polônia        |
| Equipes obrigatórias | Sérvia         |
| Equipes desafiantes  | Bulgária       |
| Equipes desafiantes  | Canadá         |
| Equipes desafiantes  | Cuba           |
| Equipes desafiantes  | Eslovênia      |
| Equipes desafiantes  | Países Baixos  |
| Equipes desafiantes  | Turquia        |

## Fórmula de disputa
Fase preliminar
A Liga das Nações de 2024 foi disputada com base na mesma fórmula de competição da edição de 2023. As 16 equipes participantes foram classificadas do 1º ao 16º lugar no ranking mundial da FIVB após o término da última edição, e cada equipe jogará um total de 12 partidas durante a fase preliminar ao longo de 3 semanas, contra adversários igualmente fortes – 3 partidas contra equipes classificadas do 1º ao 4º, 3 partidas contra equipes classificadas do 5º ao 8º, 3 partidas contra equipes classificadas do 9º ao 12º e 3 partidas contra equipes classificadas do 13º ao 16º.
Fase final
A fase final foi disputada em sistema eliminatório, composta pelas sete melhores equipes da fase classificatória além da equipe do país anfitrião.

## Calendário
A tabela dos grupos foi anunciada em 8 de dezembro de 2023.
| Turquia · Polônia · Estados Unidos · Eslovênia | França · Países Baixos · Canadá · Bulgária |

| Brasil · Itália · Argentina · Japão | Sérvia · Irã · Cuba · Alemanha |

| Japão · Brasil · Polônia · Eslovênia | Irã · Turquia · Bulgária · Alemanha |

| Canadá · Itália · Estados Unidos · França | Argentina · Sérvia · Países Baixos · Cuba |

| Eslovênia · Polônia · Itália · Argentina | Sérvia · Turquia · Cuba · Bulgária |

| Japão · Estados Unidos · Brasil · França | Irã · Países Baixos · Alemanha · Canadá |

## Locais

### Fase preliminar
| Primeira semana                                       | Primeira semana                           |
| Grupo 1                                               | Grupo 2                                   |
| Pavilhão Desportivo de Antália · Antália, Turquia     | Maracanãzinho · Rio de Janeiro, Brasil    |
| ----------------------------------------------------- | ----------------------------------------- |
| Capacidade: 10 000                                    | Capacidade: 11 800                        |
|                                                       |                                           |
| Segunda semana                                        |                                           |
| Grupo 3                                               | Grupo 4                                   |
| West Japan General Exhibition Center · Fukuoka, Japão | TD Place Arena · Ottawa, Canadá           |
| Capacidade: 7 900                                     | Capacidade: 9 500                         |
|                                                       |                                           |
| Terceira semana                                       |                                           |
| Grupo 5                                               | Grupo 6                                   |
| Arena Stožice · Liubliana, Eslovênia                  | SM Mall of Asia Arena · Manila, Filipinas |
| Capacidade: 12 480                                    | Capacidade: 15 000                        |
|                                                       |                                           |

### Fase final
| Fase final                  | Fase final |
| --------------------------- | ---------- |
| Atlas Arena · Łódź, Polônia | Łódź       |
| Capacidade: 13 806          | Łódź       |
|                             | Łódź       |

## Critérios de classificação no grupo
1. Número de vitórias;
2. Pontos;
3. Razão de sets;
4. Razão de pontos;
5. Resultado da última partida entre os times empatados.

- Placar de 3–0 ou 3–1: 3 pontos para o vencedor, nenhum para o perdedor;
- Placar de 3–2: 2 pontos para o vencedor, 1 para o perdedor.

## Fase preliminar

### Tabela
|  | Equipe classificada para a fase final             |
|  | Equipe classificada para a fase final (país-sede) |

|     |                |     | Jogos | Jogos | Jogos | Resultados | Resultados | Resultados | Resultados | Resultados | Resultados | Sets | Sets | Sets  | Pontos | Pontos | Pontos |
| Pos | Equipe         | Pts | T     | V     | D     | 3–0        | 3–1        | 3–2        | 2–3        | 1–3        | 0–3        | V    | P    | R     | V      | P      | R      |
| --- | -------------- | --- | ----- | ----- | ----- | ---------- | ---------- | ---------- | ---------- | ---------- | ---------- | ---- | ---- | ----- | ------ | ------ | ------ |
| 1   | Eslovênia      | 28  | 12    | 11    | 1     | 5          | 1          | 5          | 0          | 1          | 0          | 34   | 14   | 2.429 | 1145   | 1026   | 1.116  |
| 2   | Polônia        | 29  | 12    | 10    | 2     | 7          | 2          | 1          | 0          | 1          | 1          | 31   | 10   | 3.100 | 973    | 856    | 1.137  |
| 3   | Itália         | 27  | 12    | 9     | 3     | 5          | 3          | 1          | 1          | 0          | 2          | 29   | 14   | 2.071 | 1006   | 884    | 1.138  |
| 4   | Japão          | 25  | 12    | 9     | 3     | 4          | 2          | 3          | 1          | 1          | 1          | 30   | 17   | 1.765 | 1039   | 1019   | 1.020  |
| 5   | Canadá         | 23  | 12    | 8     | 4     | 3          | 3          | 2          | 1          | 3          | 0          | 29   | 19   | 1.526 | 1089   | 1071   | 1.017  |
| 6   | França         | 23  | 12    | 8     | 4     | 3          | 2          | 3          | 2          | 2          | 0          | 30   | 20   | 1.500 | 1122   | 1070   | 1.049  |
| 7   | Brasil         | 21  | 12    | 6     | 6     | 1          | 4          | 1          | 4          | 1          | 1          | 27   | 24   | 1.125 | 1154   | 1106   | 1.043  |
| 8   | Argentina      | 18  | 12    | 6     | 6     | 2          | 2          | 2          | 2          | 1          | 3          | 23   | 24   | 0.958 | 1049   | 1049   | 1,000  |
| 9   | Cuba           | 17  | 12    | 5     | 7     | 1          | 3          | 1          | 3          | 3          | 1          | 24   | 26   | 0.923 | 1109   | 1132   | 0.980  |
| 10  | Sérvia         | 17  | 12    | 5     | 7     | 1          | 3          | 1          | 3          | 2          | 2          | 23   | 26   | 0.885 | 1051   | 1094   | 0.961  |
| 11  | Alemanha       | 15  | 12    | 5     | 7     | 2          | 2          | 1          | 1          | 3          | 3          | 20   | 25   | 0.800 | 1018   | 1048   | 0.971  |
| 12  | Estados Unidos | 15  | 12    | 5     | 7     | 1          | 3          | 1          | 1          | 2          | 4          | 19   | 26   | 0.731 | 1015   | 1047   | 0.969  |
| 13  | Países Baixos  | 11  | 12    | 3     | 9     | 0          | 2          | 1          | 3          | 2          | 4          | 17   | 31   | 0.548 | 1057   | 1107   | 0.955  |
| 14  | Bulgária       | 8   | 12    | 3     | 9     | 0          | 2          | 1          | 0          | 3          | 6          | 12   | 31   | 0.387 | 900    | 1033   | 0.871  |
| 15  | Irã            | 6   | 12    | 2     | 10    | 0          | 0          | 2          | 2          | 4          | 4          | 14   | 34   | 0.412 | 1026   | 1111   | 0.923  |
| 16  | Turquia        | 5   | 12    | 1     | 11    | 0          | 1          | 0          | 2          | 6          | 3          | 13   | 34   | 0.382 | 1024   | 1124   | 0.911  |

Nota: Eslovênia ficou na frente da Polônia pelo número de vitórias (SLO 11, POL 10).

### Primeira semana

#### Grupo 1
- Local:  Antália, Turquia
- As partidas seguem o horário local (UTC+03:00).

| Data   | Hora  |                | Placar |                | Set 1 | Set 2 | Set 3 | Set 4 | Set 5 | Total   | Relatório |
| ------ | ----- | -------------- | ------ | -------------- | ----- | ----- | ----- | ----- | ----- | ------- | --------- |
| 21 mai | 17:00 | Bulgária       | 0–3    | França         | 21–25 | 24–26 | 14–25 |       |       | 59–76   | Relatório |
| 21 mai | 20:00 | Turquia        | 1–3    | Canadá         | 25–17 | 23–25 | 21–25 | 21–25 |       | 90–92   | Relatório |
| 22 mai | 17:00 | Países Baixos  | 2–3    | Eslovênia      | 33–31 | 22–25 | 25–20 | 21–25 | 25–27 | 126–128 | Relatório |
| 22 mai | 20:00 | Estados Unidos | 0–3    | Polônia        | 22–25 | 15–25 | 24–26 |       |       | 61–76   | Relatório |
| 23 mai | 14:00 | Eslovênia      | 3–1    | França         | 25–18 | 25–22 | 23–25 | 25–21 |       | 98–86   | Relatório |
| 23 mai | 17:00 | Canadá         | 1–3    | Polônia        | 25–18 | 20–25 | 23–25 | 21–25 |       | 89–93   | Relatório |
| 23 mai | 20:00 | Turquia        | 2–3    | Países Baixos  | 25–19 | 25–20 | 18–25 | 21–25 | 9–15  | 98–104  | Relatório |
| 24 mai | 14:00 | Bulgária       | 0–3    | Canadá         | 22–25 | 28–30 | 24–26 |       |       | 74–81   | Relatório |
| 24 mai | 17:00 | França         | 3–0    | Estados Unidos | 25–22 | 25–21 | 25–21 |       |       | 75–64   | Relatório |
| 24 mai | 20:00 | Países Baixos  | 0–3    | Polônia        | 28–30 | 23–25 | 18–25 |       |       | 69–80   | Relatório |
| 25 mai | 14:00 | Eslovênia      | 3–2    | Canadá         | 22–25 | 25–18 | 25–18 | 21–25 | 15–10 | 108–96  | Relatório |
| 25 mai | 17:00 | Turquia        | 1–3    | França         | 27–25 | 23–25 | 16–25 | 14–25 |       | 80–100  | Relatório |
| 25 mai | 20:00 | Bulgária       | 3–1    | Estados Unidos | 25–21 | 25–20 | 21–25 | 25–21 |       | 96–87   | Relatório |
| 26 mai | 14:00 | Eslovênia      | 3–0    | Polônia        | 25–20 | 25–21 | 25–18 |       |       | 75–59   | Relatório |
| 26 mai | 17:00 | Turquia        | 1–3    | Estados Unidos | 25–20 | 22–25 | 25–27 | 21–25 |       | 93–97   | Relatório |
| 26 mai | 20:00 | Bulgária       | 1–3    | Países Baixos  | 16–25 | 25–20 | 13–25 | 20–25 |       | 74–95   | Relatório |

#### Grupo 2
- Local:  Rio de Janeiro, Brasil
- As partidas seguem o horário local (UTC−03:00).

| Data   | Hora  |           | Placar |           | Set 1 | Set 2 | Set 3 | Set 4 | Set 5 | Total   | Relatório |
| ------ | ----- | --------- | ------ | --------- | ----- | ----- | ----- | ----- | ----- | ------- | --------- |
| 21 mai | 17:30 | Argentina | 1–3    | Japão     | 26–24 | 22–25 | 23–25 | 19–25 |       | 90–99   | Relatório |
| 21 mai | 21:00 | Cuba      | 3–1    | Brasil    | 25–23 | 27–29 | 25–21 | 25–21 |       | 102–94  | Relatório |
| 22 mai | 17:30 | Alemanha  | 0–3    | Itália    | 21–25 | 18–25 | 23–25 |       |       | 62–75   | Relatório |
| 22 mai | 21:00 | Irã       | 1–3    | Sérvia    | 25–27 | 25–17 | 19–25 | 18–25 |       | 87–94   | Relatório |
| 23 mai | 14:00 | Cuba      | 3–1    | Alemanha  | 26–24 | 25–20 | 18–25 | 25–23 |       | 94–92   | Relatório |
| 23 mai | 17:30 | Japão     | 3–0    | Sérvia    | 25–20 | 25–16 | 25–22 |       |       | 75–58   | Relatório |
| 23 mai | 21:00 | Argentina | 2–3    | Brasil    | 13–25 | 25–20 | 25–19 | 23–25 | 11–15 | 97–104  | Relatório |
| 24 mai | 14:00 | Cuba      | 2–3    | Japão     | 25–18 | 22–25 | 23–25 | 25–19 | 20–22 | 115–109 | Relatório |
| 24 mai | 17:30 | Irã       | 0–3    | Itália    | 19–25 | 18–25 | 11–25 |       |       | 48–75   | Relatório |
| 24 mai | 21:00 | Sérvia    | 1–3    | Brasil    | 21–25 | 20–25 | 25–22 | 22–25 |       | 88–97   | Relatório |
| 25 mai | 14:00 | Japão     | 1–3    | Itália    | 25–23 | 16–25 | 17–25 | 17–25 |       | 75–98   | Relatório |
| 25 mai | 17:30 | Argentina | 3–1    | Alemanha  | 21–25 | 25–19 | 25–21 | 25–21 |       | 96–86   | Relatório |
| 25 mai | 21:00 | Cuba      | 3–1    | Irã       | 25–20 | 14–25 | 25–21 | 25–21 |       | 89–87   | Relatório |
| 26 mai | 10:00 | Brasil    | 2–3    | Itália    | 25–17 | 15–25 | 25–22 | 17–25 | 13–15 | 95–104  | Relatório |
| 26 mai | 14:00 | Sérvia    | 0–3    | Alemanha  | 21–25 | 20–25 | 20–25 |       |       | 61–75   | Relatório |
| 26 mai | 17:30 | Irã       | 2–3    | Argentina | 25–23 | 29–31 | 25–20 | 20–25 | 13–15 | 112–114 | Relatório |

### Segunda semana

#### Grupo 3
- Local:  Fukuoka, Japão
- As partidas seguem o horário local (UTC+09:00).

| Data  | Hora  |           | Placar |           | Set 1 | Set 2 | Set 3 | Set 4 | Set 5 | Total   | Relatório |
| ----- | ----- | --------- | ------ | --------- | ----- | ----- | ----- | ----- | ----- | ------- | --------- |
| 4 jun | 12:00 | Alemanha  | 0–3    | Brasil    | 15–25 | 16–25 | 15–25 |       |       | 46–75   | Relatório |
| 4 jun | 15:30 | Polônia   | 3–1    | Bulgária  | 21–25 | 25–21 | 25–19 | 25–18 |       | 96–83   | Relatório |
| 4 jun | 19:20 | Irã       | 0–3    | Japão     | 23–25 | 22–25 | 17–25 |       |       | 62–75   | Relatório |
| 5 jun | 15:30 | Eslovênia | 3–0    | Turquia   | 25–22 | 26–24 | 25–20 |       |       | 76–66   | Relatório |
| 5 jun | 19:20 | Alemanha  | 2–3    | Japão     | 22–25 | 25–22 | 27–25 | 23–25 | 8–15  | 105–112 | Relatório |
| 6 jun | 12:00 | Irã       | 1–3    | Brasil    | 19–25 | 25–22 | 16–25 | 23–25 |       | 83–97   | Relatório |
| 6 jun | 15:30 | Bulgária  | 1–3    | Alemanha  | 24–26 | 25–22 | 16–25 | 16–25 |       | 81–98   | Relatório |
| 6 jun | 19:20 | Polônia   | 3–0    | Turquia   | 25–19 | 25–12 | 25–19 |       |       | 75–50   | Relatório |
| 7 jun | 12:00 | Bulgária  | 3–2    | Irã       | 20–25 | 25–22 | 25–23 | 20–25 | 15–11 | 105–106 | Relatório |
| 7 jun | 15:30 | Brasil    | 2–3    | Eslovênia | 25–27 | 25–23 | 24–26 | 25–21 | 12–15 | 111–112 | Relatório |
| 7 jun | 19:20 | Japão     | 0–3    | Polônia   | 17–25 | 15–25 | 20–25 |       |       | 52–75   | Relatório |
| 8 jun | 12:00 | Turquia   | 3–1    | Irã       | 22–25 | 25–23 | 25–23 | 27–25 |       | 99–96   | Relatório |
| 8 jun | 15:30 | Polônia   | 1–3    | Brasil    | 21–25 | 17–25 | 25–21 | 23–25 |       | 86–96   | Relatório |
| 8 jun | 19:20 | Japão     | 3–1    | Eslovênia | 25–23 | 19–25 | 26–24 | 25–21 |       | 95–93   | Relatório |
| 9 jun | 15:30 | Turquia   | 2–3    | Alemanha  | 22–25 | 44–42 | 23–25 | 25–19 | 12–15 | 126–126 | Relatório |
| 9 jun | 19:20 | Bulgária  | 0–3    | Eslovênia | 23–25 | 14–25 | 21–25 |       |       | 58–75   | Relatório |

#### Grupo 4
- Local:  Ottawa, Canadá
- As partidas seguem o horário local (UTC−05:00).

| Data  | Hora  |                | Placar |                | Set 1 | Set 2 | Set 3 | Set 4 | Set 5 | Total   | Relatório |
| ----- | ----- | -------------- | ------ | -------------- | ----- | ----- | ----- | ----- | ----- | ------- | --------- |
| 4 jun | 16:30 | Argentina      | 0–3    | Estados Unidos | 23–25 | 21–25 | 24–26 |       |       | 68–76   | Relatório |
| 4 jun | 20:00 | Canadá         | 3–1    | Cuba           | 25–21 | 25–27 | 25–20 | 28–26 |       | 103–94  | Relatório |
| 5 jun | 16:30 | Sérvia         | 3–0    | Países Baixos  | 25–17 | 25–20 | 26–24 |       |       | 76–61   | Relatório |
| 5 jun | 20:00 | França         | 3–2    | Itália         | 25–23 | 18–25 | 25–23 | 19–25 | 15–10 | 102–106 | Relatório |
| 6 jun | 11:00 | Cuba           | 1–3    | Países Baixos  | 24–26 | 25–21 | 20–25 | 22–25 |       | 91–97   | Relatório |
| 6 jun | 16:30 | Estados Unidos | 0–3    | Itália         | 23–25 | 24–26 | 20–25 |       |       | 67–76   | Relatório |
| 6 jun | 20:00 | Canadá         | 1–3    | Argentina      | 18–25 | 25–22 | 21–25 | 20–25 |       | 84–97   | Relatório |
| 7 jun | 11:00 | Cuba           | 1–3    | Itália         | 21–25 | 25–22 | 19–25 | 13–25 |       | 78–97   | Relatório |
| 7 jun | 16:30 | França         | 3–1    | Países Baixos  | 25–20 | 20–25 | 25–19 | 25–22 |       | 95–86   | Relatório |
| 7 jun | 20:00 | Estados Unidos | 3–1    | Sérvia         | 23–25 | 25–15 | 25–23 | 25–14 |       | 98–77   | Relatório |
| 8 jun | 13:00 | Cuba           | 3–2    | França         | 25–18 | 20–25 | 23–25 | 25–22 | 15–10 | 108–100 | Relatório |
| 8 jun | 16:30 | Canadá         | 3–1    | Estados Unidos | 25–16 | 19–25 | 26–24 | 28–26 |       | 98–91   | Relatório |
| 8 jun | 20:00 | Sérvia         | 2–3    | Argentina      | 26–28 | 18–25 | 25–18 | 25–22 | 13–15 | 107–108 | Relatório |
| 9 jun | 11:00 | Itália         | 3–0    | Países Baixos  | 25–18 | 25–15 | 25–21 |       |       | 75–54   | Relatório |
| 9 jun | 14:30 | Argentina      | 2–3    | França         | 19–25 | 17–25 | 25–22 | 28–26 | 9–15  | 98–113  | Relatório |
| 9 jun | 18:00 | Canadá         | 1–3    | Sérvia         | 25–21 | 20–25 | 18–25 | 23–25 |       | 86–96   | Relatório |

### Terceira semana

#### Grupo 5
- Local:  Liubliana, Eslovênia
- As partidas seguem o horário local (UTC+01:00).

| Data   | Hora  |           | Placar |           | Set 1 | Set 2 | Set 3 | Set 4 | Set 5 | Total   | Relatório |
| ------ | ----- | --------- | ------ | --------- | ----- | ----- | ----- | ----- | ----- | ------- | --------- |
| 18 jun | 16:30 | Bulgária  | 3–1    | Turquia   | 27–25 | 25–20 | 12–25 | 25–22 |       | 89–92   | Relatório |
| 18 jun | 20:30 | Eslovênia | 3–0    | Argentina | 25–23 | 25–22 | 29–27 |       |       | 79–72   | Relatório |
| 19 jun | 16:30 | Cuba      | 2–3    | Sérvia    | 25–22 | 25–21 | 16–25 | 21–25 | 12–15 | 99–108  | Relatório |
| 19 jun | 20:30 | Itália    | 0–3    | Polônia   | 22–25 | 21–25 | 22–25 |       |       | 65–75   | Relatório |
| 20 jun | 13:00 | Turquia   | 0–3    | Argentina | 17–25 | 18–25 | 20–25 |       |       | 55–75   | Relatório |
| 20 jun | 16:30 | Bulgária  | 0–3    | Itália    | 25–27 | 20–25 | 21–25 |       |       | 66–77   | Relatório |
| 20 jun | 20:30 | Cuba      | 2–3    | Eslovênia | 22–25 | 25–20 | 21–25 | 31–29 | 8–15  | 107–114 | Relatório |
| 21 jun | 13:00 | Argentina | 0–3    | Polônia   | 19–25 | 18–25 | 22–25 |       |       | 59–75   | Relatório |
| 21 jun | 16:30 | Bulgária  | 0–3    | Cuba      | 18–25 | 20–25 | 18–25 |       |       | 56–75   | Relatório |
| 21 jun | 20:30 | Turquia   | 1–3    | Sérvia    | 25–20 | 19–25 | 23–25 | 21–25 |       | 88–95   | Relatório |
| 22 jun | 13:00 | Bulgária  | 0–3    | Argentina | 22–25 | 17–25 | 20–25 |       |       | 59–75   | Relatório |
| 22 jun | 16:30 | Sérvia    | 2–3    | Polônia   | 21–25 | 25–21 | 18–25 | 25–22 | 11–15 | 100–108 | Relatório |
| 22 jun | 20:30 | Eslovênia | 3–0    | Itália    | 25–19 | 25–21 | 25–19 |       |       | 75–59   | Relatório |
| 23 jun | 13:00 | Cuba      | 0–3    | Polônia   | 17–25 | 20–25 | 20–25 |       |       | 57–75   | Relatório |
| 23 jun | 16:30 | Turquia   | 1–3    | Itália    | 21–25 | 26–24 | 19–25 | 21–25 |       | 87–99   | Relatório |
| 23 jun | 20:30 | Sérvia    | 2–3    | Eslovênia | 13–25 | 27–25 | 14–25 | 25–22 | 12–15 | 91–112  | Relatório |

#### Grupo 6
- Local:  Manila, Filipinas
- As partidas seguem o horário local (UTC+08:00).

| Data   | Hora  |               | Placar |                | Set 1 | Set 2 | Set 3 | Set 4 | Set 5 | Total   | Relatório |
| ------ | ----- | ------------- | ------ | -------------- | ----- | ----- | ----- | ----- | ----- | ------- | --------- |
| 18 jun | 17:00 | Países Baixos | 1–3    | Brasil         | 26–24 | 23–25 | 29–31 | 20–25 |       | 98–105  | Relatório |
| 18 jun | 20:30 | Canadá        | 3–2    | Japão          | 25–21 | 20–25 | 25–15 | 20–25 | 15–10 | 105–96  | Relatório |
| 19 jun | 15:00 | Alemanha      | 3–1    | França         | 25–23 | 25–27 | 25–20 | 25–23 |       | 100–93  | Relatório |
| 19 jun | 19:00 | Irã           | 3–2    | Estados Unidos | 26–28 | 25–23 | 25–18 | 26–28 | 15–13 | 117–110 | Relatório |
| 20 jun | 11:00 | Alemanha      | 0–3    | Canadá         | 19–25 | 18–25 | 21–25 |       |       | 58–75   | Relatório |
| 20 jun | 15:00 | Irã           | 3–2    | Países Baixos  | 25–22 | 22–25 | 25–21 | 20–25 | 15–10 | 107–103 | Relatório |
| 20 jun | 19:00 | Brasil        | 2–3    | Estados Unidos | 21–25 | 25–18 | 21–25 | 25–22 | 9–15  | 101–105 | Relatório |
| 21 jun | 11:00 | Irã           | 0–3    | França         | 21–25 | 17–25 | 20–25 |       |       | 58–75   | Relatório |
| 21 jun | 15:00 | Canadá        | 3–0    | Brasil         | 26–24 | 25–19 | 26–24 |       |       | 77–67   | Relatório |
| 21 jun | 19:00 | Países Baixos | 0–3    | Japão          | 18–25 | 19–25 | 20–25 |       |       | 57–75   | Relatório |
| 22 jun | 11:00 | Alemanha      | 1–3    | Estados Unidos | 23–25 | 25–21 | 24–26 | 23–25 |       | 95–97   | Relatório |
| 22 jun | 15:00 | Canadá        | 3–2    | Países Baixos  | 21–25 | 25–22 | 28–26 | 14–25 | 15–9  | 103–107 | Relatório |
| 22 jun | 19:00 | França        | 2–3    | Japão          | 25–17 | 25–19 | 16–25 | 23–25 | 10–15 | 99–101  | Relatório |
| 23 jun | 11:00 | Alemanha      | 3–0    | Irã            | 25–20 | 25–23 | 25–20 |       |       | 75–63   | Relatório |
| 23 jun | 15:00 | França        | 3–2    | Brasil         | 25–23 | 27–29 | 13–25 | 25–19 | 18–16 | 108–112 | Relatório |
| 23 jun | 19:00 | Japão         | 3–0    | Estados Unidos | 25–20 | 25–23 | 25–19 |       |       | 75–62   | Relatório |

## Fase final
|  | Quartas de final | Quartas de final |             |   | Semifinais     | Semifinais     |  |  | Final | Final |
|  |                  |                  |             |   |                |                |  |  |       |       |
|  | 28 de junho      |                  |             |   |                |                |  |  |       |       |
|  |                  |                  |             |   |                |                |  |  |       |       |
|  | Eslovênia        | 3                |             |   |                |                |  |  |       |       |
|  | Eslovênia        | 3                | 29 de junho |   |                |                |  |  |       |       |
|  | Argentina        | 2                |             |   |                |                |  |  |       |       |
|  | Argentina        | 2                | Eslovênia   | 0 |                |                |  |  |       |       |
|  | 27 de junho      |                  | Eslovênia   | 0 |                |                |  |  |       |       |
|  |                  | Japão            | 3           |   |                |                |  |  |       |       |
|  | Japão            | Japão            | 3           | 3 |                |                |  |  |       |       |
|  | Japão            |                  | 30 de junho | 3 |                |                |  |  |       |       |
|  | Canadá           | 0                |             |   |                |                |  |  |       |       |
|  | Canadá           | 0                | Japão       | 1 |                |                |  |  |       |       |
|  | 27 de junho      |                  | Japão       | 1 |                |                |  |  |       |       |
|  |                  | França           | 3           |   |                |                |  |  |       |       |
|  | Polônia          | França           | 3           | 3 |                |                |  |  |       |       |
|  | Polônia          | 29 de junho      |             | 3 |                |                |  |  |       |       |
|  | Brasil           | 1                |             |   |                |                |  |  |       |       |
|  | Brasil           | 1                | Polônia     | 2 |                |                |  |  |       |       |
|  | 28 de junho      |                  | Polônia     | 2 |                |                |  |  |       |       |
|  |                  | França           | 3           |   | Terceiro lugar | Terceiro lugar |  |  |       |       |
|  | Itália           | França           | 3           | 2 | Terceiro lugar | Terceiro lugar |  |  |       |       |
|  | Itália           |                  | 30 de junho | 2 |                |                |  |  |       |       |
|  | França           | 3                |             |   |                |                |  |  |       |       |
|  | França           | 3                | Eslovênia   | 0 |                |                |  |  |       |       |
|  |                  |                  |             |   |                |                |  |  |       |       |
|  | Polônia          | 3                |             |   |                |                |  |  |       |       |
|  | Polônia          | 3                |             |   |                |                |  |  |       |       |

- Local:  Łódź, Polônia
- As partidas seguem o horário local (UTC+01:00).

### Quartas de final
| Data   | Hora  |           | Placar |           | Set 1 | Set 2 | Set 3 | Set 4 | Set 5 | Total   | Relatório |
| ------ | ----- | --------- | ------ | --------- | ----- | ----- | ----- | ----- | ----- | ------- | --------- |
| 27 jun | 17:00 | Japão     | 3–0    | Canadá    | 26–24 | 25–18 | 26–24 |       |       | 77–66   | Relatório |
| 27 jun | 20:00 | Polônia   | 3–1    | Brasil    | 18–25 | 25–23 | 25–22 | 25–16 |       | 93–86   | Relatório |
| 28 jun | 17:00 | Itália    | 2–3    | França    | 25–19 | 20–25 | 25–22 | 22–25 | 11–15 | 103–106 | Relatório |
| 28 jun | 20:00 | Eslovênia | 3–2    | Argentina | 19–25 | 25–17 | 17–25 | 29–27 | 15–7  | 105–101 | Relatório |

### Semifinais
| Data   | Hora  |           | Placar |        | Set 1 | Set 2 | Set 3 | Set 4 | Set 5 | Total   | Relatório |
| ------ | ----- | --------- | ------ | ------ | ----- | ----- | ----- | ----- | ----- | ------- | --------- |
| 29 jun | 17:00 | Polônia   | 2–3    | França | 25–22 | 22–25 | 23–25 | 25–20 | 16–18 | 111–110 | Relatório |
| 29 jun | 20:00 | Eslovênia | 0–3    | Japão  | 21–25 | 25–27 | 29–31 |       |       | 75–83   | Relatório |

### Terceiro lugar
| Data   | Hora  |           | Placar |         | Set 1 | Set 2 | Set 3 | Set 4 | Set 5 | Total | Relatório |
| ------ | ----- | --------- | ------ | ------- | ----- | ----- | ----- | ----- | ----- | ----- | --------- |
| 30 jun | 17:00 | Eslovênia | 0–3    | Polônia | 24–26 | 16–25 | 17–25 |       |       | 57–76 | Relatório |

### Final
| Data   | Hora  |       | Placar |        | Set 1 | Set 2 | Set 3 | Set 4 | Set 5 | Total | Relatório |
| ------ | ----- | ----- | ------ | ------ | ----- | ----- | ----- | ----- | ----- | ----- | --------- |
| 30 jun | 20:00 | Japão | 1–3    | França | 23–25 | 25–18 | 23–25 | 23–25 |       | 94–93 | Relatório |

## Classificação final
| Campeão | Vice-campeão | Terceiro lugar |
| FrançaJenia Grebennikov · Jean Patry · Benjamin Toniutti · Kévin Tillie · Earvin N'Gapeth · Antoine Brizard · Nicolas Le Goff · Trévor Clévenot · Yacine Louati · Benjamin Diez · Théo Faure · Timothée Carle · Quentin Jouffroy · Joris Seddik | JapãoYūji Nishida · Taishi Onodera · Akihiro Fukatsu · Kento Miyaura · Tatsunori Otsuka · Akihiro Yamauchi · Masahiro Sekita · Kentaro Takahashi · Shoma Tomita · Tomohiro Ogawa · Yūki Ishikawa · Masato Kai · Tomohiro Yamamoto · Larry Evbade-Dan | PolôniaJakub Popiwczak · Łukasz Kaczmarek · Bartosz Kurek · Wilfredo León · Aleksander Śliwka · Grzegorz Łomacz · Jakub Kochanowski · Kamil Semeniuk · Paweł Zatorski · Marcin Janusz · Mateusz Bieniek · Tomasz Fornal · Bartłomiej Bołądź · Norbert Huber |

| 4  | Eslovênia      |
| 5  | Itália         |
| 6  | Canadá         |
| 7  | Brasil         |
| 8  | Argentina      |
| 9  | Cuba           |
| 10 | Sérvia         |
| 11 | Alemanha       |
| 12 | Estados Unidos |
| 13 | Países Baixos  |
| 14 | Bulgária       |
| 15 | Irã            |
| 16 | Turquia        |

Fonte: Volleyball World

## Prêmios individuais
A seleção do campeonato foi composta pelos seguintes jogadores:
- MVP (Most Valuable Player):  Antoine Brizard